# Serp blanca
La serp blanca, serp ratllada o sacre (Zamenis scalaris) és una espècie de serp no verinosa de la família Colubridae, que es troba a l'illa de Menorca, a la costa mediterrània de la França continental i per tota la península Ibèrica excepte al nord, és a dir, tot el nord de la península excepte un estret tram al final oriental dels Pirineus Catalans i a les Alberes, que connecta el seu hàbitat amb el de la Catalunya del Nord.

## Descripció
És una serp fàcilment identificable perquè té dues ratlles negres i paral·leles sobre el seu dors brunenc. Els exemplars joves, però, tenen l'esquena groguenca amb taques negres, gairebé juntes, en forma de H majúscula que, en conjunt, ofereixen l'aspecte d'una escala. A mesura que creixen, el pal travesser de la lletra H desapareix, i romanen solament els pals longitudinals, que s'ajunten, i originen les dues línies que llueixen els semiadults i els adults. Malgrat tot això, tots els exemplars presenten un dibuix negre en forma de V sobre el morro, una taca també negra sota l'ull fins a l'angle de la boca. Tanmateix aquestes clapes es fan menys ostensibles a mesura que creixen i són molt poc visibles en els exemplars que adquireixen grans proporcions. El ventre sol mostrar tons blanquinosos o groguencs, sense taques o esquitxos.
La forma jove ha originat el nom científic (scalaris = ‘d'escala’), mentre que la denominació popular fa esment de les tonalitats blanquinoses del ventre. Els adults, amb la cua i tot, poden arribar a 180 cm, però normalment no ultrapassen els 150 cm.

## Hàbitat
S'estén per diversos biòtops, com conreus, erms, boscos, rocams, brolles, etc. És molt abundant.

## Costums
Es mostra activa de dia i és terrestre, però també pot enfilar-se als arbustos i als arbres per tal de cercar nius d'ocells. A més a més, molt sovint ascendeix al cimal de les cabanes, on captura, normalment, cries de pardal (Passer domesticus).
Malgrat ésser una serp totalment inofensiva, és molt agressiva i, si hom vol capturar-la, es redreça i escomet la persona bo i projectant la part anterior del seu cos, alhora que bufa i xiula sorollosament.

## Alimentació

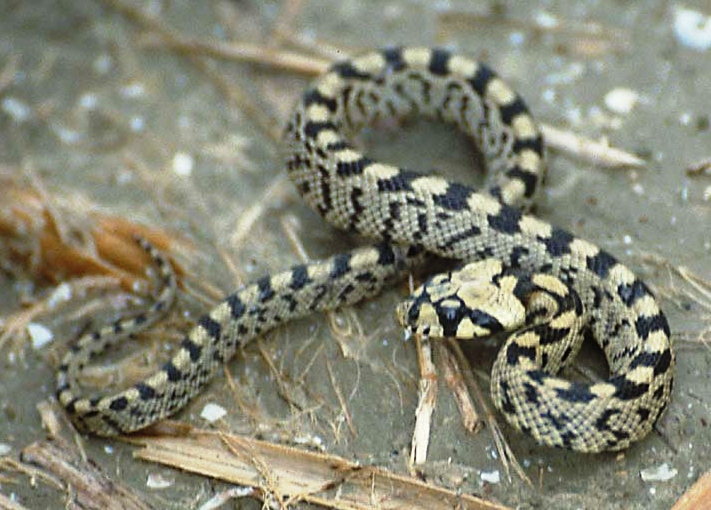
Exemplar immadur de serp blanca.

Tot i que ingereix ocells, s'alimenta preferentment de micromamífers (ratolins, talpons, musaranyes, etc.), per la qual cosa cal considerar-la com a beneficiosa per a l'ésser humà. Els exemplars adults poden capturar cries de conill i rates, mentre que els joves es nodreixen de sargantanes i d'artròpodes.

## Reproducció
La còpula es realitza entre la fi d'abril i juny, i al cap de tres o quatre setmanes la femella diposita sota les pedres de 5 a 24 ous molt allargassats i de color blanc, les mides dels quals oscil·len entre 50-60 × 16-21 mm. La durada de la incubació és variable i depèn de les condicions climàtiques del medi, bé que normalment l'eclosió s'efectua de mitjan setembre a principi d'octubre.